# Paraegialolaimus
Paraegialolaimus är ett släkte av rundmaskar. Paraegialolaimus ingår i familjen Linhomoeidae.
Släktet innehåller bara arten Paraegialolaimus filicaudatus.